# Villem Kapp
Villem Kapp (Suure-Jaani, 7 settembre 1913 – Tallinn, 24 marzo 1964) è stato un compositore, organista e docente estone.

## Biografia
Villem Kapp era il nipote del compositore estone Artur Kapp (1878-1952). Il padre Hans Kapp (1870-1938) era il direttore del famoso coro misto Ilmatar di Suure-Jaani.
Ha conseguito il diploma al Conservatorio di Tallinn in due discipline: organo con August Topman nel 1938 e composizione con Heino Eller nel 1944. Inoltre, è stato allievo di suo zio Artur Kapp presso il medesimo conservatorio.
Nel periodo 1938/39 è stato organista a Tartu collaborando con e dirigendo noti cori dell'epoca. Dopo la seconda guerra mondiale, si è dedicato soprattutto alla composizione, insegnando inoltre tale materia al Conservatorio di Stato di Tallinn dal 1944 fino alla sua morte prematura.
L'opera di Villem Kapp è caratterizzata da una grande ricchezza di melodie, ed è fortemente collegata al romanticismo nazionale. Nel 1950 ha ricevuto il Premio di Stato della SSR estone e nel 1963 il premio Artista del popolo estone della Repubblica Socialista Sovietica.
Nel 1971 è stato inaugurato a Suure-Jaani un museo dedicato alla vita e alle opere della famiglia di musicisti Kapp.

## Opere (parziale)
- Ööpoeem (per orchestra sinfonica, 1942)
- Põhjarannikì (poema eroico per coro, 1958)
- Lembitu (opera, 1961)
- Kevadele (cantata, 1963)

Inoltre, Kapp ha scritto due sinfonie (1947 e 1955) e numerosi canti corali e solisti.